# Sarao Point
Sarao Point är en kulle i Antarktis. Den ligger i Östantarktis. Nya Zeeland gör anspråk på området. Toppen på Sarao Point är 1 700 meter över havet. Sarao Point ingår i Deep Freeze Range.
Terrängen runt Sarao Point är kuperad åt sydväst, men åt nordost är den bergig. Trakten är obefolkad. Det finns inga samhällen i närheten. 